# Linha B (Metro de Lyon)
A Linha B é uma das quatro linhas do metro de Lyon, em França. Foi construída a par da Linha A com o método de Cut and cover que consiste em escavar as ruas para construir os túneis e depois voltar a tapá-las. Foi inaugurado em 1978 o troço entre Charpennes - Part-Dieu. Foi alargada a 9 de Setembro até à estação de Jean Macé. Mais tarde, em 2000, no dia 4 de Setembro abriu o troço até Stade de Gerland. 
Prevê-se a construção de um novo troço até Oullins que será inaugurado em 2013.